# Vorstendom Goeria
Het Vorstendom Goeria was een historisch vorstendom in Georgië dat zich bevond tussen de Zwarte Zee en de Kaukasus en van de jaren 1460 tot 1829 achtereenvolgend werd geregeerd door 22 prinsen van het Huis Goerieli, tot de annexatie door Rusland.

## Vroege geschiedenis
Sinds de dertiende eeuw werd Goeria, een van de provincies van het Koninkrijk Georgië, bestuurd door erfelijke gouverneurs (eristavi) van het huis Vardanisdze, rond 1362 nam de familie de naam Goerieli aan.
Toen de macht van de Georgische Bagrationi dynastie afnam in de jaren 1460 rebelleerde de Vardanisdze-Goerieli dynastie samen met de edelen van West-Georgië geleid door Bagrat, die weigerde de autoriteit van koning George VIII te erkennen.
In 1463 werd de koning in een veldslag verslagen. Hierdoor verloor George VIII de westelijke provincies van zijn land en werd Bagrat gekroond tot koning van Imereti. In ruil voor de hulp van andere edelen moest de koning enkele vazalvorstendommen creëren voor zijn vazallen bij de veldslag. Het huis Goerieli werd heerser van Goeria en zetelde in Ozoergeti. In 1491 werd Giorgi I (1483-1512) erkend als soevereine vorst. Van nu af aan kwamen er enkele plaatselijke bisdommen van de Georgisch-Orthodoxe Kerk. De Goerieli's uit Goeria en de Dadiani's uit Mingrelië vochten met elkaar over de macht in West-Georgië. In 1533 vormden ze een alliantie tegen een stam uit het noorden van Abchazië maar verloren, waardoor ze weer voor korte tijd onder de hegemonie van het koninkrijk Imereti kwamen te staan.

## Onder het Ottomaanse Rijk en aanhechting bij Rusland
Vanaf het midden van de zestiende eeuw waren de vorsten van Goeria de facto onafhankelijk van Imeretië, maar nu kwam het land onder dreiging te staan van de nieuwe buur, het Ottomaanse Rijk, dat nu aan Guria grensde door de annexatie van Adzjarië. De christelijke bevolking werd verdreven en de islam werd opgelegd, waardoor grote delen van Goeria nu onbevolkt werden. In 1829 werd Goeria geannexeerd door het Russische keizerrijk.